# Lucas (rappeur)
Pour les articles homonymes, voir Lucas.
Lucas, de son vrai nom Lucas Secon, né à Copenhague au Danemark, est un producteur, auteur-compositeur et rappeur américain. Il réside actuellement à Londres, au Royaume-Uni. 

## Biographie
Lucas est né à Copenhague au Danemark. Il commence sa carrière en 1991 avec l'album To Rap My World Around You mais guère satisfait de la manière dont sa maison de disques gère le marketing de cet album, il préfère se consacrer à l'étude de la philosophie ainsi qu'à l'écriture à l'Université de New York, puis voyage en Europe,. 
C'est à Londres, au Royaume-Uni, où il est installé depuis 1992, qu'il signe avec un nouveau label pour sortir l'album Lucacentric en 1994, classé 183e du Billboard 200. L'album marie habilement jazz et reggae et sa chanson Lucas with the Lid Off connaîtra une grande popularité grâce au clip réalisé par Michel Gondry. En 2010, il signe au label Bug Music. La même année, il participe au BMI London Awards.

## Discographie

### Albums studio
- 1990 : To Rap My World Around You
- 1994 : Lucacentric

### Singles
- 1991 : Show Me Your Moves
- 1994 : Wau Wau Wau
- 1994 : Lucas with the Lid Off
- 2001 : My Feet Hurt (en featuring avec Blue)
- 2001 : My Feet Work